# Fujitsu
Fujitsu Limited (jap. 富士通株式会社 Fujitsū Kabushiki-gaisha) je japanski multinacionalni koncern koji se bavi proizvodnjom računalnog hardvera te uslugama na području informacijskih tehnologija. Sjedište tvrtke je poslovni centar Shiodome City Center, u tokijskoj četvri Minato. Temeljni fokus Fujitsuove proizvodnje su osobna i prijenosna računala, telekomunikacije i napredna mikroelektronika te pružanje poslovnih rješenja na području informacijskih tehnologija.
S preko 185.000 zaposlenika diljem Svijeta, uključujući tvrtke, postrojenja i tvornice u 70 zemalja, Fujitsu je 3. svjetski proizvođač informacijskih tehnologija te najveći u Japanu.
Stari slogan tvrtke bio je "The possibilities are infinite" (hrv. Mogućnosti su neograničene). Taj slogan usko je vezan uz logo same tvrtke. Naime, na logotipu tvrtke je iznad riječi FUJITSU, umjesto točkica na slovima I i T prikazana matematička oznaka za neograničenost (∞). U travnju 2010. Fujitsu je počeo osmišljati novi slogan koji bi prikazivao Fujitsuovo partnerstvo s krajnjim kupcem. Tako je osmišljen novi slogan "Shaping tomorrow with you" (hrv. Oblikovanje sutra s tobom).

## Povijest
Tvrtka je osnovana 20. lipnja 1935. pod nazivom Fuji Tsūshinki Seizō (jap. 富士通信機製造, hrv. Fuji proizvodnja telekomunikacijske opreme) te se nalazila unutar mnogo veće tvrtke  Fuji Electric Company. Sam Fuji Electric Company je ušao u joint venture udruženje s japanskom tvrtkom Furukawa Electric Company i njemačkim konglomeratom Siemensom. Unatoč svojoj povezanosti s Furukawom, Fujitsu je izbjegao uništenje ili veliko oštećenje tokom savezničkog bombardiranja Japana krajem Drugog svjetskog rata.
Fujitsu je 1954. proizveo prvo računalo u Japanu, FACOM 100, a 1961. prvo računalo s tranzistorima, FACOM 222. 1967. godine tvrtka je službeno promijenila svoje ime u Fujitsū (jap. 富士通).
1955. Fujitsu je osnovao nogometni klub Kawasaki Frontale (jap. 川崎フロンターレ, Kawasaki Furontāre). Klub je od 1999. član 1. japanske lige (J. League).
1971. Fujitsu potpisuje OEM ugovor s kanadskom tvrtkom Consolidated Computers Ltd (kasnije Consolidated Computer Inc.) za distribuciju vodećeg svjetskog CCL-ovog softvera za unos podataka, Key-Edit. Fujitsu se također pridružuje i tvrtci ICL (International Computers Limited) koja je ostvarila marketinški uspjeh s Key-Edit softverom na području britanskog Commonwealtha kao i u zapadnoj i istočnoj Europi. 
Sam CCL imao je zaposleno osoblje u direktnom marketingu u svojim ograncima u Kanadi, SAD-u, Londonu i Frankfurtu. Mers Kutt, osnivač CCL-a i izumitelj Key-Edita imao je važnu ulogu u povezivanju Fujitsua s ICL-om i Geneom Amdahlom.
1990. godine Fujitsu kupuje 80% udjela u tvrtki International Computers Limited (ICL), koja 2002. postaje Fujitsu Services. Odjel Fujitsu Services bavi se davanjem usluga svojim klijentima na raznim područjima. Primjeri takvih područja su davanje savjeta za realizaciju vrijednosti pomoću informacijskih tehnologija, integracija sustava i sl. Fujitsu surađuje s korisnicima iz javnog i privatnog sektora širom Europe, uključujući maloprodaju, financijske usluge i suradnju s Vladama.
U srpnju 1991. ICL (u sastavu Fujitsua) kupuje više od 50% ruske kompanije  KME-CS (Kazan Manufacturing Enterprise of Computer Systems) iz grada Kazana, u pokrajini Tatarstan. Tvrtka se bavila proizvodnjom računalnih sustava. Ugovor je potpisan između Petera Bonfielda (predsjednik ICL-a) i Mintimera Shaimieva (tadašnji guverner Tatarstana).
1992. Fujitsu je predstavio plazma zaslon u full coloru s dijagonalom od 22 inča. Bila je riječ o hibridu koji je razvijen na temelju zaslona kojeg su proizveli američko Sveučilište Illinois i tvrtka NHK STRL, postignuvši vrhunsko osvjetljenje zaslona. Mnogi kućni korisnici upoznali su tvrtku Fujitsu upravo kroz takve potrošačke proizvode. Ti proizvodi prodaju se putem podružnica joint venture tvrtke Fujitsu General, uključujući i klima uređaje.
1993. Fujitsu ulazi u joint-venture suradnju s američkim proizvođačem procesora - AMD-om u svezi zajedničke proizvodnje flash memorija pod nazivom Spansion. Dogovorom su otvorena zajednička postrojenja na Tajlandu, Kini i Maleziji. Također, postojao je i uvjet koji je postavio Fujitsu, da japanska tvrtka izgradi vlastitu tvornicu u Maleziji.
Od veljače 1989. do sredine 1997. Fujitsu je proizvodio vlastita osobna računala - FM Towns. Prva računala bila su namijenjena korištenju multimedijalnih aplikacija i računalnih igara, no s vremenom su računala postala sve više kompatibilnija sa standardnim osobnim računalima. 1993. godine Fujitsu je na tržište izbacio igraću konzolu FM Towns Marty koja je bila kompatibilna s igrama od računala FM Towns.
1997. tvrtka Amdahl postaje podružnica Fujitsua te postaje dio kanadske konzultantske tvrtke DMR.
1998. Fujitsu je imao sjedište u gradskoj četvrti Nakahara-ku, japanskog grada Kawasakija te poslovni prostor u tokijskoj četvrti Chiyoda.
Aktivno partnerstvo između Fujitsua i minhenskog Siemensa obnovljeno je 1999. osnivanjem joint venture tvrtke Siemens Fujitsu Computers. Ta tvrtka uskoro je postala jedan od najvećih europskih dobavljača hardvera, a udio vlasništva u njoj bio je 50:50. Međutim, 1. travnja 2009. Fujitsu kupuje Siemensov udio u Siemens Fujitsu Computers za 450 milj. eura. Na sam dan preuzimanja, tvrtka je promijenila ime u Fujitsu Technology Solutions.
2003. godine Fujitsu otvara svoje novo sjedište u poslovnom centru Shiodome City Center.
2. ožujka 2004. sjevernoamerički ogranak tvrtke, Fujitsu Computer Products of America izgubio je na sudu na temelju tužbe zbog pokvarenih tvrdih diskova koji nisu radili zbog neispravnih čipova. Osim u Sjevernoj Americi, isti HDD uređaji prodavali su se i u Libiji na temelju Fujitsuovog dogovora s tamošnjim distributerom Al-Manteq Co.
U listopadu 2004., Fujitsuov australski ogranak je kupio australsku tvrtku Atos Origin koja je specijalizirana za implementaciju poslovnih sustava SAP.
1. travnja 2006. odjel Fujitsu Software Corporation ulazi u odjel Fujitsu Computer Systems Corporation.
U listopadu 2007. Fujitsu je pokrenuo postrojenje u indijskom gradu Noida, vrijedno 10 milj. USD. U isto vrijeme, australski i novozelandski ogranak tvrtke kupuje Infinity Solutions Ltd., novozelandsku tvrtku koja se bavi hardverom, uslugama i poslovnim savjetovanjem.
U siječnju 2009. Fujitsu je postigao dogovor s Toshibom kojoj je prodao svoj odjel koji se bavi proizvodnjom tvrdih diskova. Predviđeno je da će se ovaj transfer obaviti krajem prve četvrtine fiskalne 2009. godine.

## Fujitsu-ov proizvodni program
Fujitsu nudi širok spektar proizvoda i usluga vezanih uz informacijske tehnologije, ali i za druga područja, npr. konzalting (poslovno savjetovanje).

### Fujitsu klima uređaji
Ovaj Fujitsuov odjel bavi se proizvodnjom klima uređaja i uređaja za kontrolu vlažnosti.

### Fujitsu Consulting
Fujitsu Consulting je dio Fujitsu grupacije koji se fokusira na konzultantske usluge vezane uz informacijske tehnologije i menadžment te njihovo provođenje.
Tvrtka je osnovana 1973. u kvebeškom gradu Montrealu, u Kanadi pod imenom DMR (akronim njezinih osnivača: Pierre Ducros, Serge Meilleur i Alain Roy). Tijekom sljedećeg desetljeća, tvrtka je postala prepoznatljiva na području Quebeca i Kanade, prije nego što je postala poznata na međunarodnom tržištu. Tokom trideset godina potojanja, DMR Consulting je postao međunarodna konzultantska tvrtka koju je 2002. kupio Fujitsu. Tom prilikom, tvrtka je promijenila ime u Fujitsu Consulting.

### Računalni proizvodi
Jedna od Fujitsuovih temeljnih grana proizvodnje su osobna i prijenosna računala, telekomunikacijska oprema te napredna rješenja na području mikroelektronike. Zbog toga je Fujitsu uvršten u popis jednog od najvećih svjetskih dobavljača osobnih računala.
Fujitsuova proizvodna linija računala:
- ETERNUS - vezan je uz proizvodnju hardvera i softvera. Riječ aeternus na latinskom jeziku znači vječno. Fujitsu je prihvatio ovaj naziv kao globalni brand kojime želi naznačiti da su podaci njihovih korisnika vječno zaštićeni. Eternus obuhvaća proizvodnju diskova i ostalih diskovnih sustava za pohranu podataka, sustava za pohranu podataka putem vrpci i virtualnih vrpci, SAN prekidača i softvera za pohranu podataka na području menadžmenta.
- LIFEBOOK, AMILO - bavi se proizvodnjom prijenosnih i tablet računala.
- PRIMERGY - Fujitsuova serija servera različitih oblika, vrsta i namjene.

### Fujitsu laboratoriji
Tvrtka ima svoje laboratorije koji su vezani za znanstveno istraživanje i razvoj. Laboratoriji zapošljavaju 1.300 ljudi a ukupni kapital iznosi 5 mljrd. jena. Laboratorije vodi Tatsuo Tomita.

## Sponzorstvo
Osim što je Fujitsu osnovao nogometni klub Kawasaki Frontale, on je i sponzor automobilističke momčadi Britek Autosport, momčadi koja se natječe na prvenstvu tuniranih automobila s V8 motorom.

## Australski glasnogovornik
Glavna medijska osoba za Fujitsu na australskom tržištu je Mark Taylor, umirovljeni kapetan australske kriket reprezentacije. Za tvrtku je napravio nekoliko reklama vezanih uz klima uređaje i Fujitsu Free Money. Reklamirajući godinama Fujitsuove proizvode, postao je australska ikona tvrtke.

## Galerija slika
- Fujitsu-Siemens Amilo laptop
- Fujitsu Siemens tablet računalo
- Fujitsu Lifebook
- Fujitsu FM Towns PC
- Fujitsu fax uređaj
- Fujitsu tvrdi disk (HDD)
- Fujitsu Mobile Pentium mikroprocesor
- Fujitsu Pentium mikroprocesor

## Vanjske poveznice
- Službena web stranica tvrtke
- Povijest Fujitsua  Arhivirana inačica izvorne stranice od 12. veljače 2005. (Wayback Machine)
- Fujitsu-general.com
- Slike računalnih procesora Fujitsuove proizvodnje
- Fujitsuova tablet računala